# Causse de Blandas
Der Causse de Blandas ist eine Kalk-Hochebene in Südfrankreich. Es ist eine sogenannte Natura-2000-Region.

## Geographie
Er ist mit ca. 142 km² eine der kleinsten der im Zentralmassiv liegenden Grands Causses im Département Gard. 

## Sehenswürdigkeiten
- Lacam de Peyrarines

Koordinaten: 43° 54′ 57″ N, 3° 30′ 48″ O